# 姜惠貞
姜惠貞（韓語：강혜정，1982年1月4日—），韓國女演員。丈夫為韩国音乐组合Epik High的成員Tablo。

## 演出作品

### 電視劇
- 1998年：SBS《螺紋》
- 2002年：MBC《男生女生向前走》
- 2007年：KBS《為尋花而來》飾演 羅荷娜
- 2008年：SBS《On Air》飾演 姜惠貞（客串）
- 2011年：MBC《Miss Ripley》飾演 文熙主
- 2012年：tvN《結婚的策略》飾演 劉建熙
- 2014年：MBC《Drama Festival－我人生的惑》飾演 申金枝
- 2017年：KBS《神級秘書》飾演 王靜愛

### 電影
- 2001年：《The Butterfly》
- 2001年：《Flush》（未播出）
- 2003年：《原罪犯》飾演 美度
- 2004年：《Three, Monster》飾演 崔美蘭（網路電影）
- 2005年：《南極日記》飾演 李侑真
- 2005年：《Hoodwinked》（配音）
- 2005年：《戀愛的目的》
- 2005年：《親切的金子》
- 2005年：《Invisible Waves》
- 2005年：《Antarctic Journal》
- 2005年：《歡迎來到東莫村》飾演 如一
- 2006年：《相思光年》飾演 李雅里
- 2007年：《Herb》飾演 尚恩
- 2009年：《為何來我家》飾演 李秀江
- 2009年：《吻我，殺我》飾演 徐真英
- 2009年：《三角》飾演 吳聖惠
- 2009年：《女朋友》飾演 宋怡
- 2013年：《說閒話：導演瘋了》
- 2014年：《偷狗的完美方法》飾演 貞賢
- 2017年：《Lucid Dream》飾演 素賢

### MV
- 1997年：太四子《Time》
- 2002年：WAX《拜托了》
- 2003年：韓英愛《외로운가로등》（與柳承範）
- 2004年：SG Wannabe《Timeless》
- 2004年：SG Wannabe《愛到至死不渝》
- 2008年：GUMMY《看著鏡子》

## 出版作品
- 2023年：散文《希望一半是疯狂一半是幸福》[1]

## 获奖
- 2001年：第5屆富川國際幻想電影節－最佳女主角（The Butterfly）
- 2003年：第24屆青龍電影獎－最佳女配角（原罪犯）
- 2004年：第24屆韓國電影評論家協會賞－女子新人獎（原罪犯）
- 2005年：第6屆釜山電影評論家協會賞－最佳女主角（戀愛的目的）
- 2005年：第26屆青龍電影獎－最佳女配角（歡迎來到東莫村）
- 2005年：第4屆大韓民國電影大賞－最佳女配角（歡迎來到東莫村）
- 2005年：第1屆Premier Rising Star Awards－最佳女主角
- 2006年：第43屆大鐘獎－最佳女配角（歡迎來到東莫村）

## 外部連結
- NAVER （页面存档备份，存于）
- Kang Hye-jung的Facebook專頁 
- Kang Hye-jung在互联网电影资料库（IMDb）上的資料（英文）
- Kang Hye-jung在HanCinema的頁面（英文）